# Treehouse of Horror XIII
Treehouse of Horror XIII, titulado también The Simpsons Treehouse of Horror 13 (La casa-árbol del terror XIII en España y La decimotercera casa del horror de los Simpson en Hispanoamérica), es el primer episodio de la decimocuarta temporada de la serie de televisión de dibujos animados Los Simpson y el decimotercer especial de Halloween, emitido originalmente el 3 de noviembre de 2002 en Estados Unidos, 3 días después de Halloween. El episodio, dividido en tres partes, fue escrito por Marc Wilmore, Brian Kelley y Kevin Curran, y dirigido por David Silverman. Fue visto por 17 millones de personas.
Es el cuarto episodio de la serie en usar coloración digital en lugar del tradicional, luego de los episodios Radioactive Man y The Simpsons 138th Episode Spectacular (de la séptima temporada) y Tennis the Menace (de la duodécima). La serie pasa al coloreado digital de forma permanente a partir del episodio The Great Louse Detective emitido en esta temporada.

## Sinopsis

### Secuencia de presentación
La familia Simpson, junto con Ned Flanders, realizan una sesión espiritista en Noche de Brujas para contactarse con Maude Flanders. Poco después aparece Bart disfrazado de Maude para asustarlos pero para su sorpresa el verdadero fantasma de Maude aparece detrás de él espantándolos a todos y los amenaza preguntándoles si están listos para escuchar historias que erizarán su piel y harán hervir su sangre, a lo que Lisa responde que sí en sentido de burla. Entonces ella abre un libro que tiene escrito curiosamente en la portada "THE SIMPSONS TREEHOUSE OF HORROR 13" y no con números romanos como se acostumbra a ver en cada especial. Mientras, en los créditos se escucha la voz de Homer gritando. 

### Send in the Clones ("Envíen a Los Clones" en Latinoamérica, "Que salgan los clones" en España)
Homer se sienta en su hamaca para tener un tiempo de calidad, cuando Marge le muestra una lista de quehaceres que él debe realizar. Cuando Homer se toca su abdomen dos veces, su hamaca se rompe y decide comprarle una nueva a 10 dólares a un vendedor que caminaba por el lugar, el vendedor le dice que la hamaca es una mezcla de comodidad y maldad (o sea que tenía una maldición) pero Homer no hace caso. Pronto, Homer descubre que puede clonarse mágicamente con la nueva hamaca. Homer empieza a hacer más clones y los utiliza para que realicen sus quehaceres, pero los clones empiezan a pensar por ellos mismos y a desobedecer al verdadero Homer. Luego de que un clon asesinara a Ned Flanders amputándole la cabeza con su sierra eléctrica, Homer los abandona, junto con la hamaca, en un campo de trigo. Antes de abandonarlos, Homer asesina a los clones que saben dónde viven.
Los clones toman la hamaca y empiezan a clonarse en cantidades indispensables, invadiendo la ciudad y destruyendo cada edificio de ella, exceptuando la Taberna de Moe, donde las ventas han mejorado notoriamente. El ejército se reúne en el Cuarto de Guerra (de Dr. Strangelove) y a Lisa se le ocurre una idea para resolver el problema, luego de que Homer mencionara que ya no hay más rosquillas. Ella sugiere que varios helicópteros transporten rosquillas gigantes con los cables para hacer que los clones los sigan. El plan es puesto en acción en una parodia a Apocalypse Now. Los helicópteros vuelan sobre un gran acantilado que ocasiona que los clones caigan matándolos y llevándolos a destrucción. Esa noche, Marge muy alegre porque todo ha terminado está a punto de acostarse cuando descubre que Homer es un clon, ya que no tiene ombligo. El clon le cuenta que el verdadero Homer fue el primero en caer. Marge está completamente alarmada, preguntándose como va a seguir, pero cuando el clon de Homer le da un masaje se relaja y lo acepta. En esta escena final, se escucha la canción Love the One You're With del grupo Crosby, Stills and Nash (and Young) de fondo.
Nota: se vieron a clones que no eran iguales a Homer, por ejemplo: Homer sin cara, Homer de los cortos del Show de Tracey Ullman, Peter Griffin, etc.

### The Fright to Creep and Scare Harms ("El temor y el miedo hacen daño" en Latinoamérica, "El derecho a asustar y dar sustos de muerte" en España)
Durante una visita al cementerio de Springfield, Bart y Lisa encuentran la tumba de William Bonney, un hombre asesinado a los 21 años y que soñaba con un mundo sin armas. En su memoria, Lisa realiza un control de las armas de fuego, convirtiendo a Springfield en una ciudad sin ningún arma, incluso los policías no tienen armas. Con el pueblo completamente indefenso, los cadáveres de William Bonney y sus compañeros resucitan y resultan ser Billy the Kid, Frank James, Jesse James, Sundance Kid y Guillermo II de Alemania para provocar el caos en la ciudad. El Profesor Frink construye una máquina del tiempo y Homer la utiliza para volver al pasado reciente y detener la prohibición de armas, y también a los zombis. Homer les dice a los ciudadanos que disparen a las tumbas de los zombis, causando que ellos se levanten y huyan. Luego de que Lisa creyera que las armas eran la respuesta, aparece un Homer de un futuro lejano, diciendo que en su mundo, las armas han destruido el planeta. Moe lo asesina y utiliza la máquina del tiempo para ver "rameras cavernícolas"/"zorras trogloditas".

### The Island of Dr. Hibbert (La Isla del Dr. Hibbert)
Los Simpson van de vacaciones a "La isla de las Almas Perdidas", donde encuentran al Dr. Hibbert paseando por la estación turística. Cuando la familia se encuentra allí, Marge piensa que algo terrorífico está ocurriendo, pero el Dr. Hibbert la captura y la convierte en un Puma concolor. Luego de tener relaciones sexuales, Homer intenta encontrar una cura para la condición de su esposa, pero encuentra a Ned Flanders convertido en un centauro mitad hombre-mitad vaca, que necesita que le saquen leche. Ned lleva a Homer a donde se encuentran los demás ciudadanos, también convertidos en animales, como por ejemplo: el abuelo en un gallo, Selma en una elefanta, el jefe Wiggum en un cerdo, Moe en un sapo, Krusty el payaso en un león y Apu y sus octillizos en zarigüeyas. Incluso ve a Bart convertido en una araña, Maggie en un oso hormiguero y Lisa en un búho. Homer está completamente horrorizado y le dice a los ciudadanos que deben enfrentarse al Dr. Hibbert por lo que les hizo, pero éste aparece preguntando con toda calma si no son más felices ahora que cuando eran humanos, los mutantes lo piensan y se dan cuenta de que si lo son, pero Homer aun negándose a todo esto empieza a gritar lo que ahora harían como animales (dormir, comer, revolcarse en su inmundicia, aparearse y repetir el proceso una y otra vez) pero con eso que ha dicho queda convencido y decide convertirse también en un animal (una morsa); al final se muestra a todos los ciudadanos divirtiéndose en una piscina de lujo, Lisa le pregunta a su padre si le gusta ser morsa y Homer dice que le fascina porque "no había sido tan delgado desde la preparatoria". Kang y Kodos observan la isla desde su nave espacial, diciendo que tiene la forma del número 4 (en el idioma de ellos) y se marchan riendo.

## Los personajes de los Simpson y sus transformaciones animales en la isla del Dr. Hibbert
- Abraham Simpson II: gallo
- Agnes Skinner: canguro
- Anoop Nahasapeemapetilon: bebé zarigüeya
- Apu Nahasapeemapetilon: zarigüeya
- Bart Simpson: araña
- Hombre abejorro: abejorro
- Charles Montgomery Burns: zorro
- Clancy Wiggum: cerdo
- Cletus Spuckler: perezoso
- Tipo de la tienda de Cómics: carnero
- Disco Stu: musaraña
- Eddie: perro
- Edna Krabappel: hiena
- Gary Chalmers: oso grizzly
- Gheet Nahasapeemapetilon: bebé zarigüeya
- Jardinero Willie: orangután
- Hans Moleman: tortuga
- Homer Simpson: morsa
- Horatio McCallister: cocodrilo
- Jasper Beardly: cabra
- Jeremy Freedman: burro
- Joe Quimby: oso panda
- Jonathan Frink: pavo
- Kent Brockman: rinoceronte
- Krusty el payaso: león
- Lisa Simpson: búho
- Lou: guepardo
- Luigi Risotto: cobaya
- Maggie Simpson: oso hormiguero
- Manjula Nahasapeemapetilon: antílope
- Marge Simpson: pantera
- Martin Prince: oveja
- Melvin Van Horne: lémur
- Moe Szyslak: sapo
- Nabendu Nahasapeemapetilon: bebé zarigüeya
- Ned Flanders: vaca
- Nelson Muntz: lobo
- Nick Riviera: ardilla
- Otto Mann: camello
- Patty Bouvier: león serrano
- Poonam Nahasapeemapetilon: bebé zarigüeya
- Pria Nahasapeemapetilon: bebé zarigüeya
- Rainier Wolfcastle: conejo Jack
- Ralph Wiggum: pavo real
- Roy Snyder: hipopótamo
- Sandeep Nahasapeemapetilon: bebé zarigüeya
- Sarah Wiggum: cerdo
- Sashi Nahasapeemapetilon: bebé zarigüeya
- Selma Bouvier: elefanta
- Seymour Skinner: bebé canguro
- Snake Jailbird: mofeta
- El Rico Tejano: bisonte
- Timothy Lovejoy, Jr.: coyote
- Uma Nahasapeemapetilon: bebé zarigüeya
- Waylon Smithers, Jr.: flamenco